# 鹿児島県立薩摩中央高等学校
鹿児島県立薩摩中央高等学校（かごしまけんりつ さつまちゅうおうこうとうがっこう）は、鹿児島県薩摩郡さつま町虎居にある県立高等学校。
2011年度より、出水学区と合併し北薩学区となる。

## 概要
さつま町のほぼ中央部に位置する高等学校であり、旧宮之城町の市街地付近に位置する。2005年に鹿児島県立宮之城高等学校と鹿児島県立宮之城農業高等学校を統合し設置された。
前身は1912年に東水引村に設置された薩摩郡立蚕業学校であり、1948年に鹿児島県宮之城高等学校となり、その後1963年（昭和38年）に普通科のみが独立し宮之城高等学校が設置され、その他の学科を以て宮之城農業高等学校と改称したが、2005年（平成17年）に両校は再び統合され薩摩中央高等学校が設置された。
野球部は2011年の第93回全国高等学校野球選手権鹿児島大会で準決勝の相手鹿児島実業高等学校を倒した経験がある。

## 設置学科
- 普通科
- 生物生産科
- 農業工学科
- 福祉科

## 沿革

### 宮之城農業高等学校
- 1912年（明治45年） - 東水引村（現・薩摩川内市）に薩摩郡立蚕業学校として設置される[2]。
- 1913年（大正2年） - 宮之城村虎居に校舎移転[2]。
- 1921年（大正10年） - 薩摩郡宮之城蚕業学校に改称。
- 1923年（大正12年） - 薩摩郡から鹿児島県に移管され、鹿児島県立蚕業学校に改称[2]。
- 1948年（昭和23年） - 学制改革により高等学校となり、鹿児島県宮之城高等学校に改称。
- 1951年（昭和26年） - 鹿児島県入来高等学校大村分校を宮之城高等学校に移管し、鹿児島県宮之城高等学校大村分校に改称。
- 1953年（昭和28年） - 大村分校が鹿児島県大村高等学校として独立。
- 1956年（昭和31年） - 鹿児島県立宮之城高等学校に改称。
- 1963年（昭和38年） - 普通科を鹿児島県立宮之城高等学校として分離した上で、その他の科を以て鹿児島県立宮之城農業高等学校に改称。
- 2007年（平成19年） - 宮之城高等学校と統合され閉校。

### 宮之城高等学校
- 1948年（昭和23年） - 鹿児島県宮之城高等学校に普通科を設置[3]。
- 1963年（昭和38年） - 宮之城高等学校から普通科が分離し、その他の学科を以て宮之城農業高等学校に改称。分離した普通科が宮之城高等学校の名称を継承する。
- 1997年（平成9年）5月21日 - 鹿児島県北西部地震により校舎が被災。鹿児島県立入来商業高等学校にて一時的に授業を行う。同年9月1日より仮校舎で授業再開[3]。
- 2007年（平成19年） - 宮之城農業高等学校と統合され閉校。

### 鹿児島県立薩摩中央高等学校
- 2004年（平成16年） - 鹿児島県立宮之城高等学校と鹿児島県立宮之城農業高等学校の統合校として宮之城農業高等学校の敷地に設置。
- 2005年（平成17年） - 鹿児島県立薩摩中央高等学校として開校。

## 出身者
- 唐仁原教久（宮之城高校出身） - イラストレーター、アートディレクター

## 交通アクセス
公共交通機関を利用した場合、以下の交通手段が利用可能である。
- 南国交通「薩摩中央高校前」下車約5分
- 鹿児島交通「旭町」下車約10分
- JR九州バス「宮之城駅」下車約15分